# Erin Doherty
Erin Doherty   (Crawley, 16 de juliol de 1992) és una actriu anglesa que va interpretar la jove princesa Anna a la tercera i quarta temporades de la sèrie de Netflix The Crown (2019–2020), Becky a la sèrie de BBC/Amazon Prime Chloe (2022), Clare a Reawakening (2024), Mary Carr a A Thousand Blows (2025), i Briony Ariston a Adolescence (2025).

## Trajectòria
Erin Rachael Doherty és d'ascendència irlandesa i és de Crawley a West Sussex. El seu avi patern era de Carndonagh, un poble d'Inishowen, Comtat de Donegal. Els pares de Doherty es van divorciar quan ella tenia quatre anys. Va començar a actuar en classes de teatre dominicals amb la seva germana gran Grace poc després.
Doherty va estudiar a la Hazelwick School a Crawley. Una futbolista talentosa, Doherty va jugar al mig camp i va ser capitana del Crawley Wasps i va ser observada pel Chelsea Women; va arribar a l'edat en què "havia de comprometre's" amb el futbol o l'actuació i va triar aquesta última.
Doherty va fer un curs d'un any a la Guildford School of Acting (2011–12) abans de formar-se a la Bristol Old Vic Theatre School (2012–15).
Durant la seva formació, Doherty va guanyar el premi Stephen Sondheim Society Student Performer of the Year Award (SSSSPOTY) el 2015 per la seva interpretació de "Broadway Baby" del musical de Sondheim Follies.

### Teatre
Doherty és una actriu de teatre habitual. Des que es va graduar a la Bristol Old Vic Theatre School el 2015, ha aparegut en diverses produccions en alguns dels teatres més importants de Londres. Les actuacions de Doherty han atret constantment crítiques positives dels principals crítics teatrals. Michael Billington va nomenar Doherty com "un dels grans descobriments de l'any" després de la seva actuació a My Name Is Rachel Corrie, una obra d'un sol personatge sobre l'activista Rachel Corrie. Doherty va protagonitzar l'obra de Jack Thorne Junkyard, que va portar al crític de What's On Stage, Kris Hallett, a escriure "Doherty és l'estrella aquí, i per dret aviat serà una estrella en tota regla". La seva actuació principal a l'obra d'Alan Ayckbourn The Divide al Old Vic Theatre va ser descrita per Dominic Cavendish per a The Daily Telegraph com amb "un wattage d'estrella tan brillant com qualsevol cosa".

### Cinema i televisió
La primera aparició televisiva de Doherty va ser en un episodi de Call the Midwife el 2016, seguida d'un paper a la minisèrie de la BBC de 2018 Les Misérables.
El 2018, Doherty va ser una Screen International Star of Tomorrow, i una Rising Star de l'Evening Standard.
El 2019, Doherty va aparèixer com la Princesa Anna a la tercera temporada de The Crown. Sabia poc sobre la princesa abans de ser escollida i, per tant, va passar hores estudiant la història familiar i la vida d'Anna. Doherty es va proposar només veure imatges de la princesa a l'edat en què la interpretava, en lloc d'entrevistes d'Anna en etapes posteriors de la seva vida. La veu d'Anna és molt diferent de la de Doherty, sent molt més baixa en to; l'actriu va dedicar temps a aprendre-la i imitar-la acuradament, trobant que "era la clau per entrar en la seva psique". Doherty va reprendre el seu paper com a Princesa Anna a la quarta temporada de la sèrie.
El 2022, Doherty és la protagonista de la sèrie de BBC/Amazon Prime Chloe juntament amb Poppy Gilbert com a Becky. També va ser escollida per interpretar Anne Askew a la pel·lícula de terror psicològic Firebrand el 2023. El 2024, va interpretar Clare, una nena desapareguda que torna als seus pares als 24 anys, a la pel·lícula britànica de thriller psicològic Reawakening, juntament amb Jared Harris i Juliet Stevenson.
El 2025, va interpretar la psicòloga infantil Briony Ariston en una única escena sense talls, juntament amb Owen Cooper, que va resultar en un segment de càmera contínua de 52 minuts (episodi 3) de la minisèrie de Netflix Adolescence (2025). El mateix any, va continuar treballant amb Stephen Graham, interpretant Mary Carr a A Thousand Blows (2025) de Disney+.

## Vida personal
Doherty manté una relació amb l'actriu Sophie Melville.
El 2024, Doherty va ser una de les celebritats escollides per jugar a futbol per a Anglaterra contra el World XI a l'esdeveniment benèfic Soccer Aid per a UNICEF; Anglaterra va guanyar 6-3.

## Filmografia

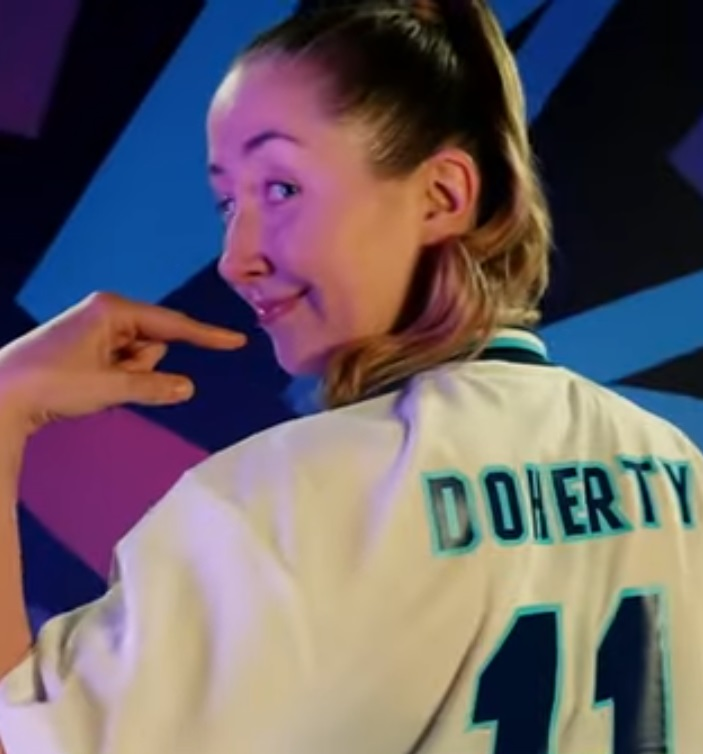
Erin Doherty Soccer Aid per a UNICEF 2024

| No estrenada encara | Indica obres que encara no s'han estrenat |

### Cinema
| Any  | Títol       | Paper      | Notes |
| ---- | ----------- | ---------- | ----- |
| 2023 | Firebrand   | Anne Askew |       |
| 2024 | Reawakening | Clare      |       |

### Televisió
| Any       | Títol            | Paper                | Cadena                   | Notes                                          |
| --------- | ---------------- | -------------------- | ------------------------ | ---------------------------------------------- |
| 2017      | Call the Midwife | Jessie Marsh         | BBC                      | Episodi 6.2                                    |
| 2018      | Les Misérables   | Fabienne             | BBC                      | Episodis 1.2, 1.3 (sense acreditar)            |
| 2020      | Unprecedented    | Dee                  | BBC Four                 | Episodi 1.5                                    |
| 2019–2020 | The Crown        | Anna, Princesa Reial | Netflix                  | Paper principal (Temporades 3 – 4) 15 episodis |
| 2022      | Chloe            | Becky                | BBC i Amazon Prime Video | Sis episodis                                   |
| 2025      | A Thousand Blows | Mary Carr            | Disney+                  | Paper principal                                |
| 2025      | Adolescence      | Briony Ariston       | Netflix                  | Episodi 1.3                                    |

### Teatre
| Any  | Títol                          | Paper            | Lloc                                    | Notes |
| ---- | ------------------------------ | ---------------- | --------------------------------------- | ----- |
| 2017 | Junkyard                       | Fiz              | Bristol Old Vic                         |       |
| 2017 | My Name Is Rachel Corrie       | Rachel Corrie    | Young Vic                               |       |
| 2017 | A Christmas Carol              | Belle            | The Old Vic                             |       |
| 2018 | The Divide                     | Soween           | The Old Vic                             |       |
| 2019 | Wolfie                         | Z                | Theatre503                              |       |
| 2022 | El gresol                      | Abigail Williams | Olivier Theatre, Royal National Theatre |       |
| 2024 | Death of England: Closing Time | Carly            | @sohoplace                              |       |
| 2025 | Unicorn                        | Kate             | Garrick Theatre                         |       |

## Premis i nominacions
| Any  | Premi                          | Categoria                                        | Treball nominat | Companyia/Teatre      | Resultat  | Ref.          |
| ---- | ------------------------------ | ------------------------------------------------ | --------------- | --------------------- | --------- | ------------- |
| 2015 | Societat Stephen Sondheim      | Premi a l'Estudiant Intèrpret de l'Any           | Follies         | Garrick Theatre       | Guanyador | [ 10 ] [ 11 ] |
| 2017 | Premis BroadwayWorld UK        | Millor Actriu en una Nova Producció d'un Musical | Junkyard        | Bristol Old Vic       | Nominat   | [ 28 ]        |
| 2017 | Premis de Teatre de Manchester | Millor Actriu en una Producció d'Estudi          | Wish List       | Royal Exchange Studio | Guanyador | [ 29 ]        |
| 2019 | Premis del Sindicat d'Actors   | Millor Repartiment en una Sèrie Dramàtica        | The Crown       | Netflix               | Guanyador |               |
| 2020 | Premis del Sindicat d'Actors   | Millor Repartiment en una Sèrie Dramàtica        | The Crown       | Netflix               | Guanyador |               |
| 2020 | Festival de Cinema de Newport  | Premi a l'Artista Revelació                      | The Crown       | Netflix               | Guanyador | [ 30 ]        |
| 2022 | Premis Diva                    | Actriu de l'Any                                  | Chloe           | BBC                   | Nominat   | [ 31 ]        |